# 私は犯された/エレイン夫人の裁判
『私は犯された/エレイン夫人の裁判』（A Case of Rape）は、1974年に公開されたアメリカ合衆国のテレビ映画。監督はボリス・セイガル。出演はエリザベス・モンゴメリー、ロニー・コックス、ウィリアム・ダニエルズ。NBCで1974年2月20日に放映された。

## キャスト
| 役名                     | 俳優                     | 日本語吹替                        |
| 役名                     | 俳優                     | NET版                             |
| ------------------------ | ------------------------ | --------------------------------- |
| エレン・ハロッド         | エリザベス・モンゴメリー | 北浜晴子                          |
| デヴィッド・ハロッド     | ロニー・コックス         | 天田俊明                          |
| レナード・アレクサンダー | ウィリアム・ダニエルズ   | 穂積隆信                          |
| ラリー・レッツリフ       | クリフ・ポッツ           | 堀勝之祐                          |
| ムリエル・ダイアー       | ローズマリー・マーフィ   | 京田尚子                          |
| デッド・ライリー         | ケン・スウォフォード     | 井上孝雄                          |
| スタン                   | トム・セレック           | 若本紀昭                          |
| 不明 その他              | N/A                      | 村松康雄 北村弘一 沢田敏子 峰恵研 |
| 日本語版スタッフ         |                          |                                   |
| 演出                     |                          |                                   |
| 翻訳                     |                          |                                   |
| 効果                     |                          |                                   |
| 調整                     |                          |                                   |
| 制作                     |                          |                                   |
| 解説                     | 解説                     | 淀川長治                          |
| 初回放送                 | 初回放送                 | 1976年1月25日 『日曜洋画劇場』    |